# Tram-Train Cádiz
Der Tram-Train Cádiz bzw. Trambahía  (offiziell: Tranvía Metropolitano de la Bahía de Cádiz) ist das Tram-Train-System von Cádiz, der Hauptstadt der gleichnamigen Provinz der spanischen autonomen Region Andalusien. Er ist das erste System in Spanien, das eine Straßenbahn mit einer Eisenbahn verknüpft.

## Geschichte und Ausbau
Die ursprünglich für 2010 geplante Inbetriebnahme wurde erst auf 2012 verschoben. Nach mehreren Verzögerungen – etwa einem Streit zwischen der Regierung Andalusiens und der Zentralregierung – wurde eine Eröffnung für 2015 angekündigt. Im September 2014 beschloss die EU-Kommission, das Projekt mit 134 Millionen Euro zu fördern. Nach mehr als 15 Jahren Bauzeit sowie mit über zehnjähriger Verspätung nahm die Bahn am 26. Oktober 2022 den Fahrgastbetrieb auf.
Ob die ursprünglich geplante zweite Strecke oder die Verlängerung im Stadtzentrum von Cádiz um eine Haltestelle nach Norden noch realisiert wird, ist unklar. Die zweite Strecke soll vom Bahnhof Cádiz nach Osten über eine neue (?) Brücke über die Bucht von Cádiz sowie am Campus de Puerto Real der Universität Cádiz, die derzeit von einer Cercanías-Nebenlinie angeschlossen ist, bis zum Flughafen von Jerez de La Frontera führen.

## Beschreibung
Die Züge der einzigen Linie beginnen im Bahnhof Cádiz. Auf den ersten 10,4 km bis zum Bahnhof Río Arillo verkehren sie auf der zweigleisigen Eisenbahnstrecke Alcázar de San Juan – Cádiz, von der 2,5 km im Tunnel liegen. Die auch von Fern- und Regionalzügen genutzte Strecke ist mit einer Gleichspannung von 3000 V elektrifiziert und weist die Iberische Spurweite von 1668 mm auf. Westlich des Bahnhofs Río Arillo wechseln die Züge auf eine 13,7 km lange Straßenbahnstrecke, die mit 750 V Gleichspannung elektrifiziert ist. Dafür sind die Triebwagen als Zweispannungsfahrzeuge konzipiert. Der Trennungsbahnhof Río Arillo weist vier Gleise an zwei Mittelbahnsteigen auf, die Züge des Tram-Train befahren die beiden äußeren Gleise.
Bis Pelagatos im Stadtgebiet von Chiclana de la Frontera verkehren die Züge bei gleicher Spurweite als Straßenbahnen. Zunächst wird, teilweise im Straßenraum, zum Teil auf eigener Trasse in Mittellage, die Stadt San Fernando im Verlauf der langen Calle Real durchquert. Der Caño de Sancti Petri wird auf einer eigenen Brücke gequert, anschließend verläuft die Trasse über unbebautes Gelände. An der Haltestelle Pinar de los Franceses wird die Bebauungsgrenze von Chiclana de la Frontera erreicht. Teilweise nur eingleisig verläuft die Strecke im Straßenraum durch die Stadt bis zur Endhaltestelle Pelagatos, wo sich der Betriebshof befindet. Die Gesamtkosten beliefen sich auf 267 Millionen Euro.
Auf der Eisenbahnstrecke bedienen die Züge sechs Stationen, im Straßenbahnabschnitt weist sie 15 Haltestellen auf.

## Betrieb
Die Betriebsführung liegt bei der spanischen Staatsbahn Renfe. Auf dem Straßenbahnabschnitt verkehren 37 Fahrtenpaare je Werktag mit der letzten Ankunft in Pelagatos um 0.30 Uhr, gestartet wird montags bis freitags ab 5.20 Uhr, samstags, sonn- und feiertags ab 6.21 Uhr. 18 dieser Fahrten verkehren ab dem Bahnhof Rio Arillo auf den ADIF-Gleisen weiter bis Cádiz, die anderen bieten in der Regel schlanke Anschlüsse an die Cercanías nach Cadiz. In der ersten Betriebswoche nutzten 35 000 Fahrgäste die Züge, im Januar 2023 wird ein Durchschnitt von 46 000 Fahrgäste pro Woche angegeben.

## Fahrzeuge

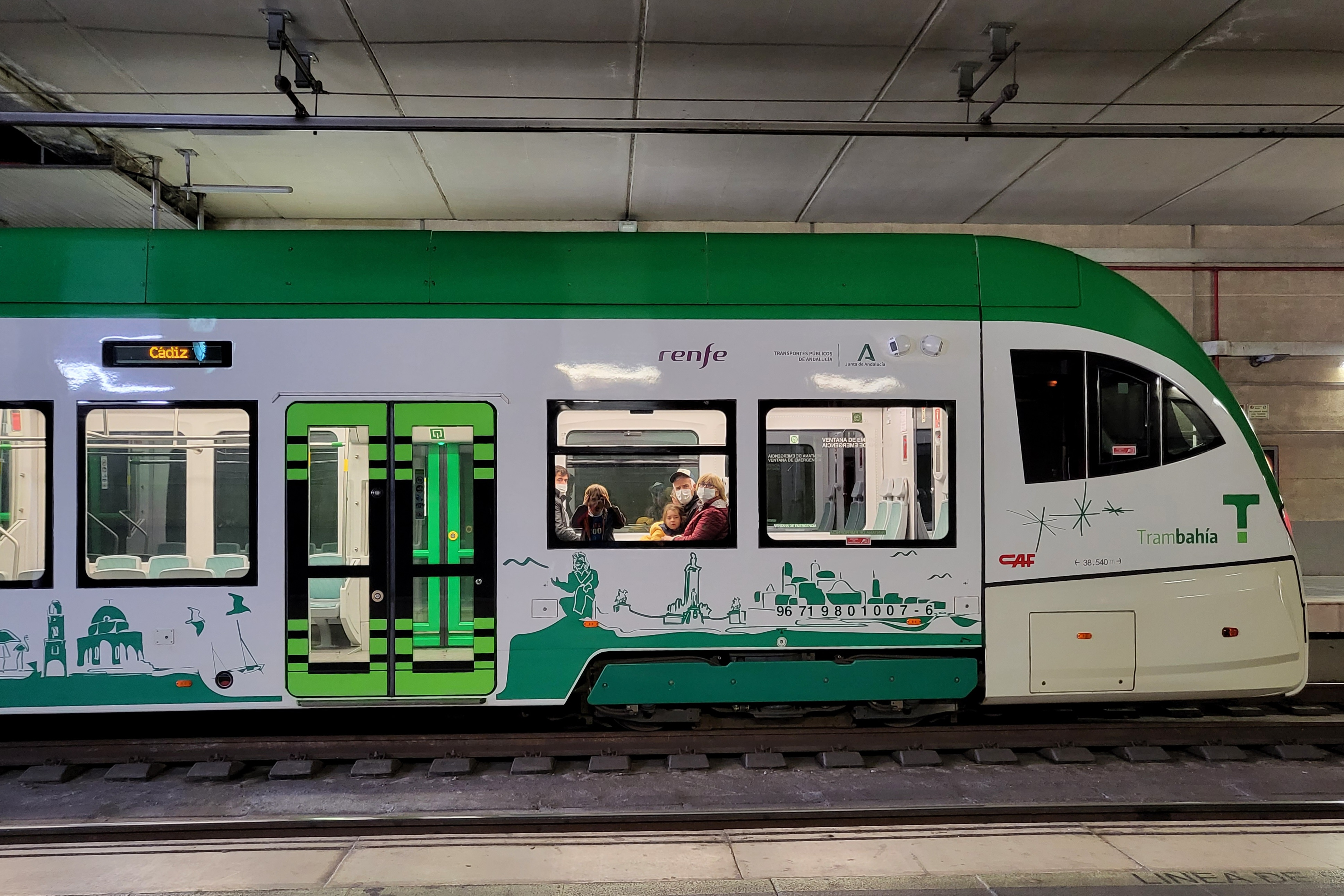
Zug in der unterirdischen Station San Severiano

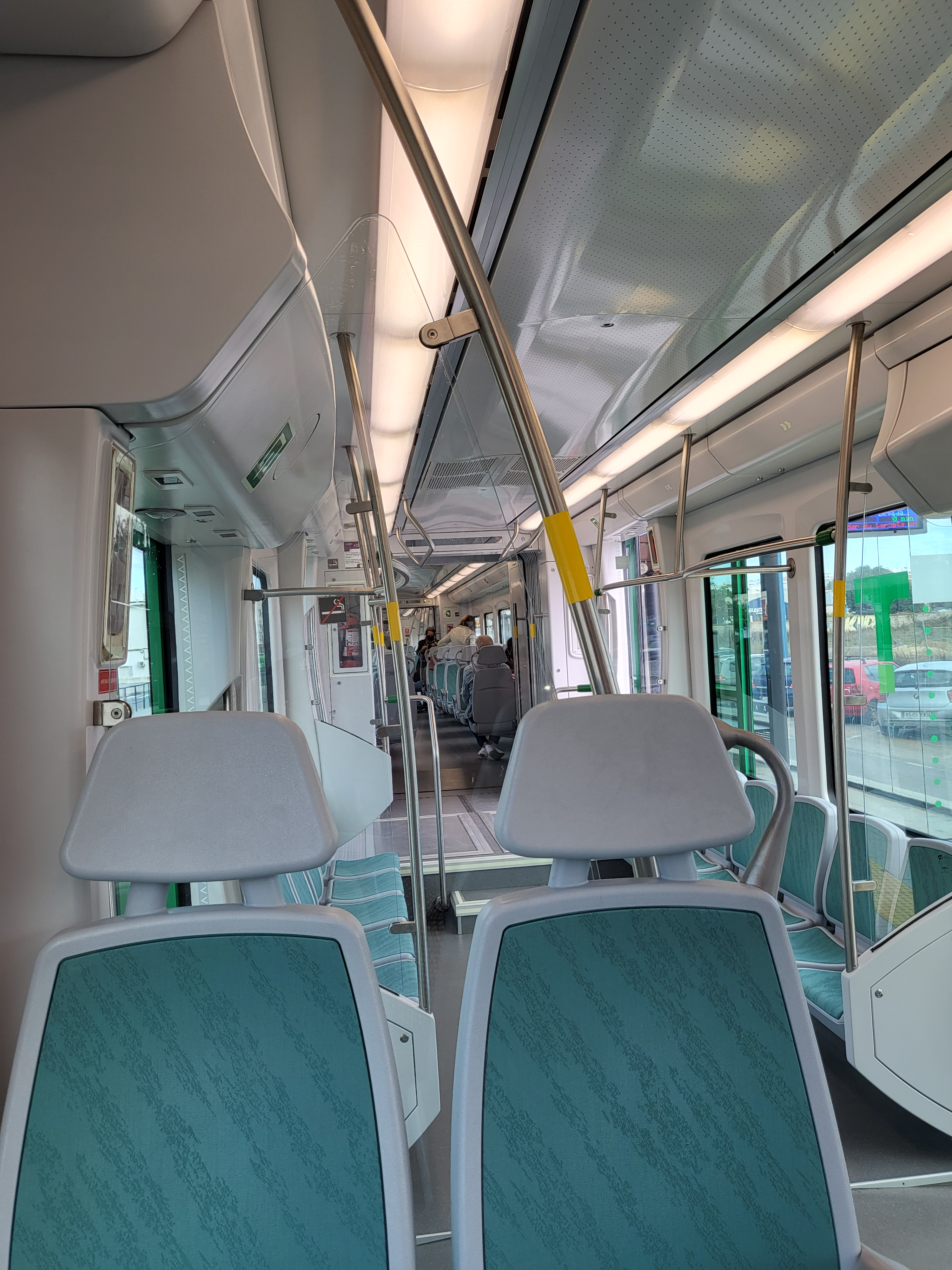
Innenansicht eines Trambahía-Fahrzeugs

Zum Einsatz kommen sieben dreiteilige Urbos-Tren-Tranvia-Triebwagen von Construcciones y Auxiliar de Ferrocarriles (CAF), drei weitere werden erwartet. Von der Renfe werden sie als Baureihe 801 bezeichnet. Die bereits in den Jahren 2013/14 ausgelieferten, niederflurigen Zweirichtungsfahrzeuge sind 38 m lang und weisen 84 Sitz- und 143 Stehplätze auf. Bedingt durch den Einsatz auf der Eisenbahnstrecke sind sie die einzigen spanischen Straßenbahnfahrzeuge mit Iberischer Spurweite.